# Апертура 2012 (Гондурас)
Апертура 2012 (исп. Torneo Apertura 2012) — очередной розыгрыш чемпионата Гондураса по футболу. Победителем турнира в 26-й раз в своей истории стала «Олимпия».

## Участники
| Команда         | Город               |
| --------------- | ------------------- |
| Олимпия         | Тегусигальпа        |
| Виктория        | Ла-Сейба            |
| Мотагуа         | Тегусигальпа        |
| Марафон         | Сан-Педро-Сула      |
| Атлетико Чолома | Чолома              |
| Реал Эспанья    | Сан-Педро-Сула      |
| Вида            | Ла-Сейба            |
| Платенсе        | Пуэрто-Кортес       |
| Депортес Савио  | Санта-Роса-де-Копан |
| Реал Сосьедад   | Токоа               |

## Турнирная таблица
| М  | Команда         | И  | В  | Н | П | Мячи    | ±   | О  | Примечания     |
| -- | --------------- | -- | -- | - | - | ------- | --- | -- | -------------- |
| 1  | Олимпия         | 18 | 11 | 6 | 1 | 32 − 10 | +22 | 39 | Финальная фаза |
| 2  | Виктория        | 18 | 8  | 7 | 3 | 22 − 12 | +10 | 31 | Финальная фаза |
| 3  | Мотагуа         | 18 | 6  | 8 | 4 | 21 − 15 | +6  | 26 | Финальная фаза |
| 4  | Марафон         | 18 | 6  | 5 | 7 | 21 − 26 | −5  | 23 | Финальная фаза |
| 5  | Атлетико Чолома | 18 | 5  | 7 | 6 | 29 − 28 | +1  | 22 | Финальная фаза |
| 6  | Реал Эспанья    | 18 | 5  | 6 | 7 | 21 − 22 | −1  | 21 | Финальная фаза |
| 7  | Вида            | 18 | 5  | 6 | 7 | 24 − 35 | −11 | 21 |                |
| 8  | Платенсе        | 18 | 4  | 8 | 6 | 15 − 22 | −7  | 20 |                |
| 9  | Депортес Савио  | 18 | 5  | 4 | 9 | 16 − 23 | −7  | 19 |                |
| 10 | Реал Сосьедад   | 18 | 4  | 5 | 9 | 13 − 21 | −8  | 17 |                |

И — игры, В — выигрыши, Н — ничьи, П — проигрыши, Мячи — забитые и пропущенные голы, ± — разница голов, О — очки

## Результаты матчей
|                       | 1   | 2   | 3   | 4   | 5   | 6   | 7   | 8   | 9   | 10  |
| --------------------- | --- | --- | --- | --- | --- | --- | --- | --- | --- | --- |
| 1. Олимпия            |     | 3:0 | 2:0 | 4:0 | 4:1 | 1:0 | 3:0 | 1:1 | 3:1 | 1:0 |
| 2. Депортиво Виктория | 2:2 |     | 2:1 | 2:0 | 1:1 | 3:1 | 3:0 | 0:0 | 2:0 | 0:0 |
| 3. Мотагуа            | 2:2 | 1:0 |     | 4:0 | 0:0 | 1:1 | 0:0 | 2:0 | 1:1 | 2:0 |
| 4. Марафон            | 1:0 | 0:0 | 1:1 |     | 1:2 | 2:2 | 4:1 | 2:0 | 1:0 | 1:2 |
| 5. Атлетико Чолома    | 0:0 | 1:1 | 1:2 | 2:2 |     | 2:2 | 4:2 | 5:1 | 2:1 | 3:1 |
| 6. Реал Эспанья       | 0:0 | 1:0 | 1:0 | 2:3 | 3:1 |     | 2:4 | 1:1 | 1:1 | 1:0 |
| 7. Вида               | 1:3 | 0:0 | 2:2 | 2:2 | 3:2 | 0:3 |     | 1:0 | 2:1 | 2:1 |
| 8. Платенсе           | 0:1 | 1:3 | 0:0 | 1:0 | 0:0 | 1:0 | 1:1 |     | 4:2 | 3:2 |
| 9. Депортес Савио     | 1:2 | 0:1 | 0:1 | 1:0 | 2:1 | 1:0 | 2:1 | 1:1 |     | 0:0 |
| 10. Реал Сосьедад     | 0:0 | 0:2 | 2:1 | 0:1 | 2:1 | 1:0 | 2:2 | 0:0 | 0:1 |     |

## Финальная фаза

### Первый раунд

#### Первые матчи
| Реал Эспанья | 1:4   | Мотагуа                                          |
| ------------ | ----- | ------------------------------------------------ |
| Лобо 38′     | отчёт | Гевара 4′ · Молина 17′ · Уэлком 23′ · Медина 56′ |

| Атлетико Чолома | 0:0   | Марафон |
| --------------- | ----- | ------- |
|                 | отчёт |         |

#### Ответные матчи
| Мотагуа                                        | 3:2   | Реал Эспанья              |
| ---------------------------------------------- | ----- | ------------------------- |
| Вальядарес 7′ · Уэлком 30′ (пен.) · Медина 76′ | отчёт | Родас 47′ · Альварадо 50′ |

| Марафон                | 2:2   | Атлетико Чолома           |
| ---------------------- | ----- | ------------------------- |
| Берриос 45′ (пен.) 90′ | отчёт | Овьедо 60′ · Эрнандес 70′ |

### 1/2 финала

#### Первые матчи
| Мотагуа    | 1:1   | Виктория  |
| ---------- | ----- | --------- |
| Медина 31′ | отчёт | Ариас 57′ |

| Атлетико Чолома | 1:0   | Олимпия |
| --------------- | ----- | ------- |
| Исаула 34′      | отчёт |         |

#### Ответные матчи
| Виктория                | 2:2   | Мотагуа                  |
| ----------------------- | ----- | ------------------------ |
| Ликона 34′ · Молина 75′ | отчёт | Медина 2′ · Осегуэра 60′ |

| Олимпия                    | 2:0   | Атлетико Чолома |
| -------------------------- | ----- | --------------- |
| Каэтано 33′ · Паласиос 75′ | отчёт |                 |

### Финал
| Виктория | 0:0   | Олимпия |
| -------- | ----- | ------- |
|          | отчёт |         |

| Олимпия                                           | 4:0   | Виктория |
| ------------------------------------------------- | ----- | -------- |
| Рохас 2′ · Гарсия 13′ · Портильо 45′ · Брусчи 85′ | отчёт |          |

## Бомбардиры
| Место | Игрок            | Клуб            | Голы |
| ----- | ---------------- | --------------- | ---- |
| 1     | Роджер Рохас     | Олимпия         | 9    |
| 2     | Оскар Торлакофф  | Атлетико Чолома | 8    |
| 3     | Андрес Копете    | Виктория        | 7    |
| 3     | Хонатан Ансен    | Реал Эспанья    | 7    |
| 3     | Альдо Овьедо     | Атлетико Чолома | 7    |
| 6     | Митчел Браун     | Марафон         | 7    |
| 6     | Рубилио Кастильо | Депортес Савио  | 7    |
| 6     | Шеннон Уэлком    | Вида            | 7    |
| 6     | Эльмер Селая     | Вида            | 7    |